# Reprezentacja Związku Radzieckiego w piłce ręcznej mężczyzn
Reprezentacja Związku Radzieckiego w piłce ręcznej mężczyzn – narodowy zespół piłkarzy ręcznych ZSRR. Reprezentował swój kraj w rozgrywkach międzynarodowych. Został rozwiązany w 1991 roku, a jego sukcesorem stała się reprezentacja Rosji, ponadto powstało 14 drużyn z pozostałych byłych republik radzieckich. Drużyna ZSRR zdobyła jeden złoty i dwa srebrne medale na mistrzostwach świata, a także trzy złote i jeden srebrny medal na Igrzyskach Olimpijskich.

## Udział w turniejach międzynarodowych

### Igrzyska olimpijskie
| 1972 | Awans                          | V miejsce                      |  |
| 1976 | Awans                          | Mistrzostwo                    |  |
| 1980 | Gospodarz                      | II miejsce                     |  |
| 1984 | Awans/Wycofana przed turniejem | Awans/Wycofana przed turniejem |  |
| 1988 | Awans                          | Mistrzostwo                    |  |

### Mistrzostwa świata
| 1938 | Nie brała udziału       | Nie brała udziału       |  |
| 1954 | Nie brała udziału       | Nie brała udziału       |  |
| 1958 | Nie brała udziału       | Nie brała udziału       |  |
| 1961 | Nie zakwalifikowała się | Nie zakwalifikowała się |  |
| 1964 | Awans                   | V miejsce               |  |
| 1967 | Awans                   | IV miejsce              |  |
| 1970 | Awans                   | IX miejsce              |  |
| 1974 | Awans                   | V miejsce               |  |
| 1978 | Awans                   | II miejsce              |  |
| 1982 | Awans                   | Mistrzostwo             |  |
| 1986 | Awans                   | X miejsce               |  |
| 1990 | Awans                   | II miejsce              |  |

## Reprezentacje narodowe powstałe po rozwiązaniu ZSRR
- Reprezentacja Armenii w piłce ręcznej mężczyzn
- Reprezentacja Azerbejdżanu w piłce ręcznej mężczyzn
- Reprezentacja Białorusi w piłce ręcznej mężczyzn
- Reprezentacja Estonii w piłce ręcznej mężczyzn
- Reprezentacja Gruzji w piłce ręcznej mężczyzn
- Reprezentacja Kazachstanu w piłce ręcznej mężczyzn
- Reprezentacja Kirgistanu w piłce ręcznej mężczyzn
- Reprezentacja Litwy w piłce ręcznej mężczyzn
- Reprezentacja Łotwy w piłce ręcznej mężczyzn
- Reprezentacja Mołdawii w piłce ręcznej mężczyzn
- Reprezentacja Rosji w piłce ręcznej mężczyzn
- Reprezentacja Tadżykistanu w piłce ręcznej mężczyzn
- Reprezentacja Turkmenistanu w piłce ręcznej mężczyzn
- Reprezentacja Ukrainy w piłce ręcznej mężczyzn
- Reprezentacja Uzbekistanu w piłce ręcznej mężczyzn